# Pakistan na zimowych igrzyskach olimpijskich
Pakistan regularnie startuje na zimowych igrzyskach olimpijskich od igrzysk w Vancouver w 2010. Do tej pory nie zdobył żadnego medalu.

## Klasyfikacja medalowa
| Igrzyska        | Złoto | Srebro | Brąz | Razem |
| --------------- | ----- | ------ | ---- | ----- |
| 2010 Vancouver  | 0     | 0      | 0    | 0     |
| 2014 Soczi      | 0     | 0      | 0    | 0     |
| 2018 Pjongczang | 0     | 0      | 0    | 0     |
| Razem           | 0     | 0      | 0    | 0     |